# Accounting, Organizations and Society
Pour les articles homonymes, voir AOS.
Accounting, Organizations and Society (Account. organ. soc ou tout simplement AOS) est une revue scientifique anglaise qui publie des articles dans le domaine de la comptabilité d'entreprise.

## Présentation
Fondée en 1975 par Anthony Hopwood, AOS est une revue renommée pour la publication de travaux de recherche liés aux activités calculatoires en économie. La revue est éditée par Elsevier.

### Classement
En France, AOS est classée par le CNRS dans les publications recensées par la section 37 « économie et gestion », ainsi que par la Fnege et l'AÉRES.
La revue est également classée dans le Social Sciences Citation Index. Selon le Journal Citation Reports, le facteur d'impact d'AOS est de 1,867 pour 2012.